# صوت
الصوت هو تردد آلي، أو موجة قادرة على التحرك في وسط مادي مثل الهواء، والأجسام الصلبة، السوائل، والغازات، ولا تنتشر في الفراغ (إذا وضعنا جرسًا في ناقوس زجاجي وفرغنا الناقوس من الهواء، فإننا لا نسمع صوت الجرس عندما يدق بسبب عدم انتقال هزات (صوت) الجرس في الفراغ). وباستطاعة الكائن الحي تحسس الصوت عن طريق عضو خاص يسمى الأذن. ومصادر الصوت في الطبيعة كثيرة، كانفجارات البراكين وأصوات الرعد؛ ويصدر من حركة الأجسام، كحركة السيارات والطائرات. من منظور علم الأحياء الصوت هو إشارة تحتوي على نغمة أو عدة نغمات تصدر من الكائن الحي الذي يملك العضو الباعث للصوت، تستعمل كوسيلة اتصال بينه وبين كائن آخر من جنسه أو من جنس آخر، يعبر من خلالها عما يريد قوله أو فعله بوعي أو بغير وعي مسبق، ويسمى الإحساس الذي تسببه تلك الذبذبات بحاسة السمع.
ويعد الصوت أساس الكثير من الخبرات التي يكتسبها الإنسان. وقد كان الإنسان في الماضي لا يعتمد على الأصوات التي يصدرها من حنجرته فحسب، وإنما أيضًا على أصوات الطبول والأدوات التي تحدث الجلجلة والخشخشة وأيضًا بالمزامير.
وتقدر سرعة الصوت في وسط هوائي عادي ب 343 متر في الثانية أو 1224 كيلومتر في الساعة. تتعلق سرعة الصوت بصلابة وكثافة المادة التي يتحرك فيها الصوت وكذلك تعتمد على درجة حرارته.
- الصوت هو اهتزاز ميكانيكي للوسط، الموجة الصوتية هي إحدى أشكال الصوت (نماذج الانتشار) التي يتميز بها الصوت، وكمثال على نماذج أخرى: التيارات الصوتية والتدفق الصوتي.[5]
- هنالك عوامل أخرى تؤثر على انتشار الصوت وسرعته كطبيعة المادة (اللزوجة، والكثافة، ودرجة الحرارة، وتأثر الوسط بمجال مغناطيسي). فالصوت ينتقل في الهواء، الماء، الغازات، والسوائل وفي قضيب الحديد أو النحاس أو حتى عبر الحوائط والجدران.
- يستطيع الإنسان سماع الصوت عند ترددات بين نحو 20 هيرتز (أي 20 اهتزازة في الثانية) و20 كيلو هيرتز (أي 20 ألف اهتزازة في الثانية). الصوت ذو تردد أعلى من 20.000 هيرتز يسمى تردد فوق صوتي وأما الصوت في ترددات أقل من 20 هيرتز فهي ترددات تحت صوتية، وتختلف نطاقات سماع الحيوانات عن نطاقات سماع الإنسان.

## التعريف الفيزيائي

عدد من موجات جيبية ذات ترددات مختلفة؛ الموجات السفلى لها تردد أعلى من الموجات العليا في الشكل. المحور

من وجهة نظر الفيزياء فالصوت هو موجة. وتنتشر الموجة في السوائل والغازات كموجة طولية وهي كذلك أيضًا في الهواء؛ أي ينتشر الصوت مثلًا في الهواء بطريقة يتردد فيها ضغط الهواء بطريقة دورية بمعنى منطقة هواء مضغوط يتلوه منطقة هواء مخلخل ويتلوه منطقة هواء مضغوط وهكذا. فيكون تغير الموجة في نفس اتجاه انتشار الصوت. أما في المواد الصلبة فينتشر الصوت في موجات عرضية (أي تكون موجاته عمودية على اتجاه انتشار الصوت). وتحرك موجات الصوت جزيئات الوسط (غالبًا الهواء) حول حالة وسطية بين الزيادة والنقصان (منطقة هواء مضغوط تتبعه منطقة هواء مخلخل تتبعه منطقة هواء مضغوط وتتبعه 
منطقة هواء مخلخل، وهكذا) وتنتشر في الهواء بسرعة خاصة، ويرمز لسرعة الصوت c. ولكي تنتقل موجات الصوت فهي تحتاج إلى وسط تنتشر فيه، مثل الهواء أو الماء أو السوائل أو في وسط مادة صلبة، مثل قضيب من النحاس أو حديد، كذلك نسمع الصوت عبر الحائط؛ ولا ينتشر الصوت في الفراغ.
وتعتمد سرعة الصوت على الوسط الذي ينقلها. وتبلغ سرعة الصوت في الهواء 343 متر في الثانية عند درجة حرارة 20 درجة مئوية و 1407 متر /ثانية في الماء عند درجة الصفر المئوي.
يمكن حساب طول الموجة الصوتية {\displaystyle \lambda } من تردد الموجة f وسرعة الصوت c بواسطة المعادلة:
{\displaystyle \lambda ={\frac {c}{f}}}
وفي العادة تكون اختلافات في الضغط أو في الكثافة سببًا في تغير سرعتها. ويتضح هذا عندما نتصور مستوى لضغط الصوت يقدر ب 130 dBديسيبل. وهذا يبلغ درجة تألم أذن الإنسان، ويمثل به الضغط الجوي العادي:
يبلغ الضغط الجوي للهواء الساكن 101.325 باسكال، في حين أن مستوى ضغط صوت قدره 130 dB له قيمة فعلية لضغط الصوت p تبلغ 63 باسكال فقط.

## خصائص الموجات الصوتية

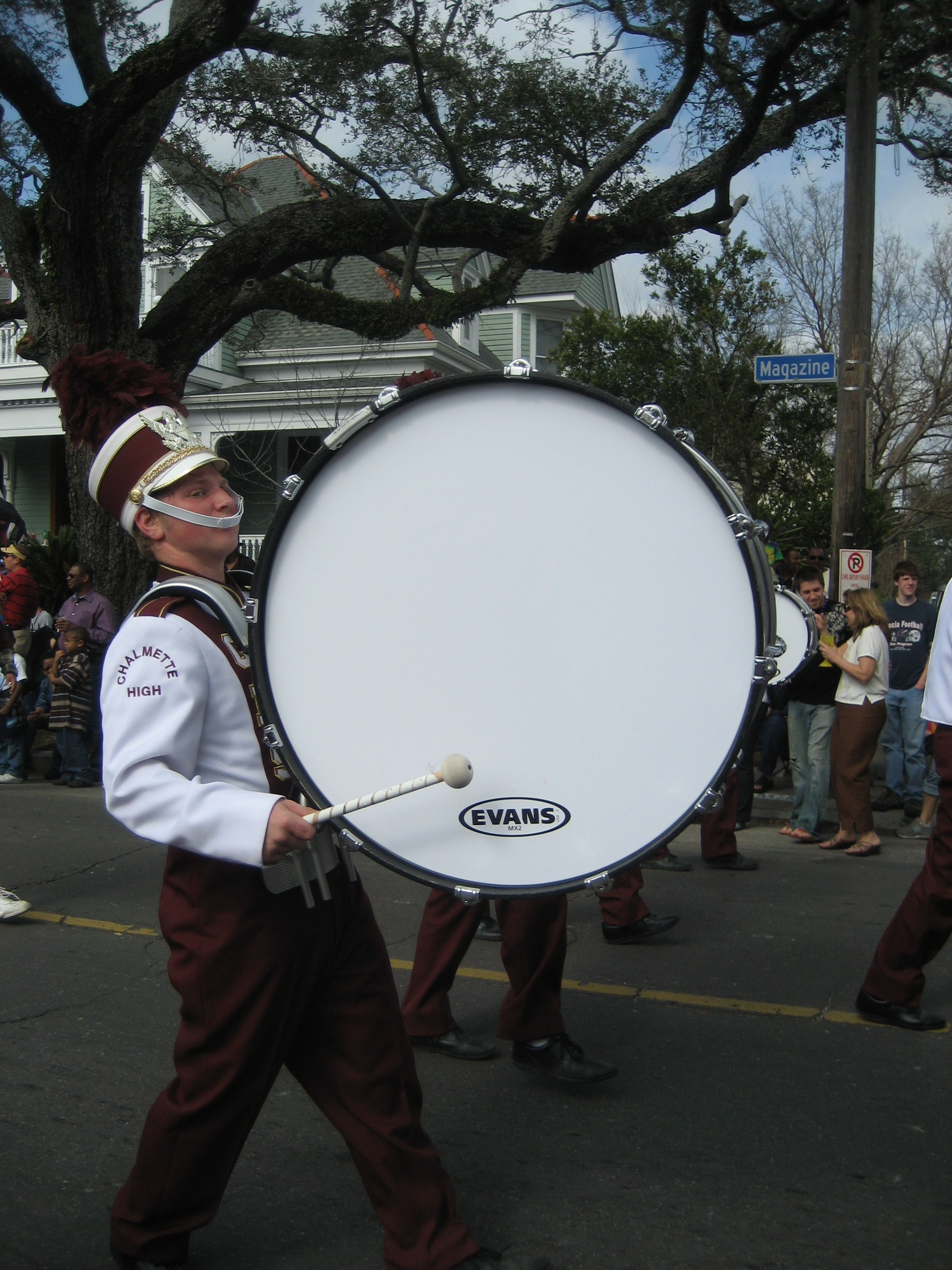
تصدر الطبول صوتاً مميزاً عبر الاهتزاز الناتج عن غشائيها.

يعتبر الصوت أحد الظواهر الهامة التي يستعملها الإنسان والحيوان للتخطيط والتفاهم عن طريق حاسة السمع (الأذن) التي يتم بواسطتها تحويل الصوت من موجات صوتية إلى إشارات كهربائية عن طريق الأذن والمخ والتي تتحول إلى معلومات مفهومة وتشمل هذه الظواهر جميع الأصوات على اختلاف مصادرها ووسائلها.
مثلًا سماع الأصوات من الآلات الموسيقية وتعدد وسائل الاتصالات المسموعة التي تعتمد على تحويل الطاقة من صورة إلى أخرى وتطور الأجهزة الصوتية التي تأخذ أشكالًا متعددة في تطبيقاتها الحديثة في مجالات الطب والصناعة والزراعة وغيرها تجعل العلماء والمهتمين بهذا المجال يكثفون الجهد لفهم الظواهر الموجية من حيث مصادرها وكيفية حدوثها وطرق انتشارها والعوامل التي تتحكم فيها ومدى الاستفادة منها.
إذا لاحظنا بعناية الطرق التي يحدث بها الصوت نجد أنه لابد من بذل شغل في كل حالة. الموسيقى يبذل شغلًا لتحريك أوتار الآلة الموسيقية كما أن الصوت الناتج عندما تصفق يديك لتشجيع فريقًا رياضيًا مثلًا يأتي من بذل شغل وهذا الشغل المبذول بواسطة اليدين يسبب اضطرابًا في الهواء المحيط متحولًا إلى طاقة صوتية تتشكل على شكل موجات منتظمة عليه فإن الصوت صورة من صور الطاقة إذا استقبلتها الأذن يحدث الإحساس بالسمع.
وتعتبر دراسة «الصوت» من المواضيع المهمة حيث تستخدم هذه الدراسات في أبحاث الطيران والفضاء والطاقة المتجددة والطاقة النووية والأبحاث الطبية.
ويمكن توليد الصوت بوسائل ميكانيكية أو حرارية. وتستخدم الوسائل الحرارية في بناء المبردات الصوتية الحرارية وكذلك في عمليات الكشف عن الماء الموجود في النفط

## تصنيفات الموجات الصوتية
تصنف الموجات الصوتية طبقًا لتردداتها كما يلي:

### الموجات فوق السمعية
هي الموجات التي تزيد تردداتها على 20 ألف هيرتز والتي تقع خارج نطاق حاسة الاذن البشرية. وهذا النوع من الموجات ما زال موضع بحث واهتمام مكثف نظرًا للتطبيقات المهمة التي تمس مجالات عديدة في الصناعة والطب وغيرهما.
وقد أصبح بالإمكان إنتاج موجات فوق صوتية تزيد تردداتها على 1.000.000 هيرتز ولا تختلف هذه الموجات من حيث الخواص عن الموجات الصوتية الأخــرى إلا أنه نظرًا لقصر طول موجاتها فإنه بالإمكان أن تنتقل على هيئة أشعة دقيقة عالية الطاقة.

### الموجات السمعية
وهي تلك التي تقع ضمن قدرة الانسان على السمع، حيث يمكن له من خلال وقوعها ضمن التردد تمييزها والتفاعل معها بكل سهولة، والتي يكون ترددها بين 20 هيرتز و 20.000 هيرتز.

### الموجات دون السمعية
هي الموجات الصوتية التي يقل ترددها عن 20 هيرتز ولا تستطيع الأذن البشرية الإحساس بها وأهم مصدر لها هو الحركة الاهتزازية والانزلاقية لطبقات القشرة الأرضية وما ينتج عنها من زلازل وبراكين وعليه فإنها مهمة جدًا في رصد الزلازل وتتبع نشاط البراكين.
وتستطيع بعض الحيوانات الإحساس بالزلازل قبل حدوثها.

## سرعة الصوت

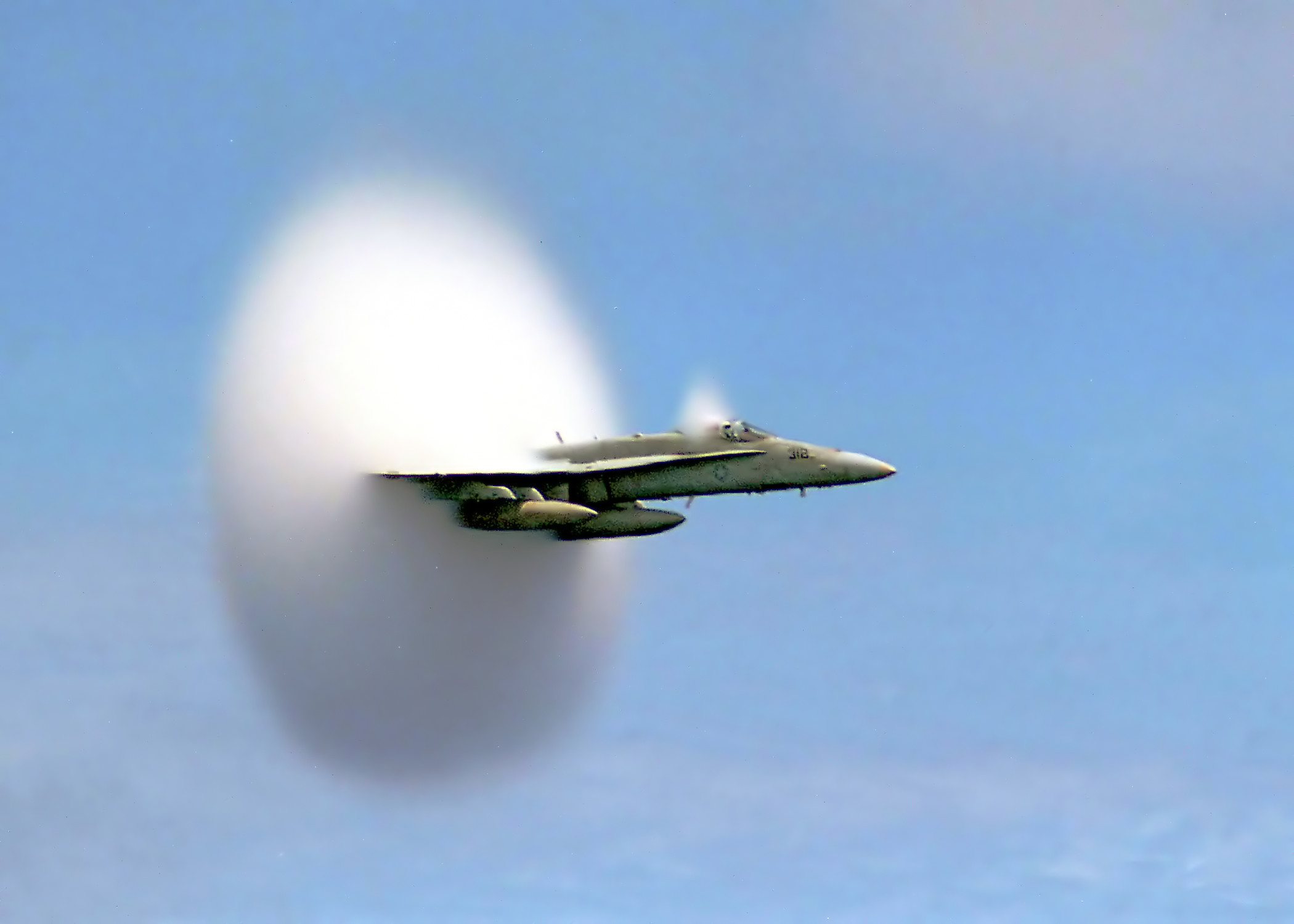
طائرة تخرق جدار الصوت. ينتشر الصوت في وسط مادي صلب أو سائل أو غاز.

تختلف سرعة الصوت حسب نوع الوسط الذي تنتشر فيه الموجات الصوتية ودرجة الحرارة فتكون أعلى في المواد الصلبة وأقل في السوائل وأقل بكثير في الغازات. وبالنسبة لانتشار الصوت في الهواء فيعتمد على الضغط، أي أن سرعة الصوت تقل بالارتفاع عن سطح الأرض.
وسرعة الموجات الصوتية في الموائع تعطى بالمعادلة
{\displaystyle v={\sqrt {\frac {E}{d}}}}
وسرعة الصوت في الهواء عند درجة الصفر المئوي هي 331.1 م/ث وتزداد هذه السرعة بارتفاع درجة الحرارة. تقدر سرعة الصوت في الماء بـ 1450 م/ث عند الدرجة القياسية (15 درجة مئوية). وتتراوح هذه السرعة في المواد الصلبة بين 3000 و6000 متر/ثانية فهي مثلًا 5100 م/ث للحديد والألومنيوم و 3560 م/ث للنحاس وتبلغ 5200 متر في الثانية في الزجاج.

## مستوى ضغط الصوت
ضغط الصوت هو الفرق -بالنسبة إلى وسط معين- بين متوسط الضغط الموضعي والضغط في موجة الصوت. يؤخذ متوسط مربع هذا الفرق (مطال)، ثم يحسب منه الجذر التربيعي فينتج جذر متوسط التربيعات.
وعلى سبيل المثال، 1 باسكال متوسط جذر التربيع لضغط الصوت (94 ديسيبل) في الجو معناه أن الضغط الفعلي في موجة الصوت تهتز بين (1 ضغط جوي {\displaystyle -{\sqrt {2}}} باسكال) و(1 ضغط جوي {\displaystyle +{\sqrt {2}}} باسكال)، أي بين 101323.6 و 101326.4 باسكال. مثل هذا الفرق الطفيف في الضغط الجوي عند تردد صوتي يؤثر على الأذن كصوت ضوضائي يصم وقد يتسبب في إفساد السمع كما يرى من الجدول أدناه.
وتستطيع الأذن البشرية سماع الصوت في نطاق واسع من المطالات، وغالبًا ما يقاس ضغط الصوت بواسطة مستوى لوغاريتمي للقياس ديسيبل. ويعرف مستوى ضغط الصوت ورمزه Lp بالمعادلة:
{\displaystyle L_{\mathrm {p} }=10\,\log _{10}\left({\frac {{p}^{2}}{{p_{\mathrm {ref} }}^{2}}}\right)=20\,\log _{10}\left({\frac {p}{p_{\mathrm {ref} }}}\right){\mbox{ dB}}}
حيث:
p جذر متوسط التربيعات لضغط الصوت،
و {\displaystyle p_{\mathrm {ref} }} ضغط الصوت العياري.
وتعرف ضغوط الصوت العيارية عادة طبقًا للنظام العياري الوطني الأمريكي ANSI S1.1-1994
من 20 ميكرو باسكال في الهواء و1 ميكرو باسكال µPa في الماء. وبدون ذكر النظام العياري لضغط الصوت فلا تعبر قيمة بالديسيبل عن مستوى ضغط الصوت.
ونظرًا لأن الأذن البشرية ليس لها استشعار مستوى لترددات الصوت فإن ضغط الصوت عادة ما يوازن بالتردد بحيث يطابق المستوى المقاس عمليًا مستوى السمع بالتقريب.
وقامت المفوضية الدولية للتكنولوجيا الكهربائية بتعريف عدة نظم للموازنة. منها الموازنة A-weighting وهي تحاول تمثيل استجابة الأذن البشرية للشوشرة، والموازنة من النوع A توازن مستويات ضغط الصوت يرمز لها دي بي إيه db A. وتستخدم موازنة نوع C لقياس مستويات قممية عالية.

## شدة وجهارة الصوت
المهتز الذي ينشر الموجة الصوتية يبعث الطاقة مع هذه الموجة، وتُعرف شدة الصوت بدلالة الطاقة التي تحملها هذه الموجة، ولكي نتحرى الدقة نرسم مساحة قدرها الوحدة عمودية على اتجاه الانتشار، وعندئذٍ سوف نعرف شدة الموجة بأنها الطاقة التي تحملها الموجة في الثانية عبر وحدة المساحات العمودية على اتجاه انتشار الموجة، وحيث أن الشدة هي الطاقة في الثانية، إذن شدة الصوت هي القدرة المارة خلال وحدة مساحات عمودية على اتجاه انتشار الموجة، ووحدات شدة الصوت هي الواط لكل متر مربع.
يوضح الجدول شدة بعض الأصوات، لاحظ أن مدى شدة الصوت الذي تستطيع الإذن أن تسمعه واسع جداً.
| نوع الصوت                              | شدة الصوت w\m2 | مستوى شدة الصوت dB |
| -------------------------------------- | -------------- | ------------------ |
| الصوت المسبب للألم                     | 1              | 120                |
| ثقابة الصخور التي تعمل بالهواء المضغوط | 10−2           | 100                |
| طريق كثيف بالمرور*                     | 10−5           | 70                 |
| التخاطب العادي*                        | 10−6           | 60                 |
| الهمس المتوسط الارتفاع*                | 10−10          | 20                 |
| حفيف الشجر*                            | 10−11          | 10                 |
| الصوت المسموع بالكاد                   | 10−12          | 0                  |

* إذا كان الشخص قريباً من مصدر الصوت
للتعبير عن طريقة استجابة الإذن للأصوات بطريقة أفضل يُستخدم عادةً مقياس شدة الصوت، أو مقياس الديسيبل، المبني على قوى الرقم 10.
ويمكن أن نلاحظ في مقياس الديسيبل أن الحد الأدنى لشدة الصوت المسموع بالكاد للإذن المتوسطة أي
({\displaystyle 10^{-12}W/m^{2}}) هو الصفر في مقياس الديسيبل، وكلما ازدادت شدة الصوت 10 أضعاف يرتفع مستوى شدة الصوت بالديسيبل بمقدار 10 وحدات، وقد وجد أن الإذن تحكم على الأصوات طبقاً لمقياس الديسيبل.

## تصنيف الصوت تبعًا للتردد
بحسب التردد يصنف الصوت إلى الأنواع:
- تحت الصوتية، وهي أقل من 20 هرتز وهي غير مسموعة للأذن البشرية حيث التردد منخفض جدًا،
- نطاق السمع، وهو يمتد من 20 هرتز إلى نحو 20.000 هرتز، وهي أصوات مسموعة للبشر،
- فوق صوتية، بين 20.000 هرتز إلى 1,6 جيجا هرتز (1.6 مليار ذبذبة في الثانية)، وهي غير مسموعة للبشر، حيث ترددها عالي.
- صوتية فائقة، موجات صوتية ترددها أكبر من مليار هرتز (1 مليار ذبذبة/ثانية)، وهذه قد لا تنتشر.

## من خصائصالأمواج الصوتية:
تتألف الموجة الصوتية أو الأمواج الصوتية في أي وسط من حركة اهتزازية حركة اهتزازية سريعة للجزيئات التي تألف الوسط. فحركة إحدى جزيئات الوسط تؤدي إلى اضطراب الجزيئات المجاورة، وهذه بدورها تقوم بنفس العمل، وهكذا دواليك، بحيث أن موجة من الاضطراب تعبر الوسط ابتداء من نقطة الحركة الأولى. وعندما تهتز الشوكة الرنانة في الهواء، فإن حركة الشعبة المهتزة إلى الأمام تضغط الهواء المجاور. إلا أنه سرعان ماتعود هذه المنطقة المنضغطة من الهواء إلى حالتها الاعتيادية بفضل الخاصة المطاطية للهواء وعلى حساب انضغاط المناطق المجاورة، بحيث أن موجة من الضغط الزائد تنتشر ابتداء من الشعبة المهتزة من الشوكة الرنانة، وبنفس الطريقة فإن حركة الشعبة المهتزة إلى الخلف تولد موجة من الضغط الناقص أو التخلخل.
تولد الشوكة الرنانة على هذه الشاكلة ما نسميه بالصوت الصافي Pure Tone الذي يعبر عنه كميا بعنصرين هما تواتر الاهتزاز Frequency وسعته Amplitude مطاله أو شدته Intensity.
إن ذروة الشوكة رنانة - وبالتالي أي جزيئة من جزيئات الوسط المجاور لها -تعاني حركة بسيطة منسجمة في الاتجاه الرئيسي لانتشار الموجة بحيث يمكن تمثيل مواضع هذه الجزيئة في حركتها بالنسبة للزمن بموجة جيبية. أما إذا كانت حركة مصدر الاهتزاز حركة غير بسيطة ولا منسجمة نحو الأمام والخلف، فإن شكل الموجة يكون معقدا وهذه هي صفة أكثر المنبهات الصوتية الطبيعية.
هذا ويمكن رياضيا تحليل الموجة المعقدة إلى موجتين أو أكثر من الموجات الجيبية التي يمكن حينئذ تحديدها بالعنصرين السابقين، أي التواتر والشدة.

## كيف تنشأ الموجات الصوتية
تتشكل الموجات الصوتية نتيجةً لاهتزاز أي كائنٍ حيٍّ مما يؤدي لاهتزاز الهواء المحيط به، تقوم الموجات الصوتية بالانتقال عبر الهواء وذلك بنفس طريقة انتقال موجات الماء في الماء.
عند تحول الأشارات إلى امواج صوتية يتغير ضغط الهواء وتبدأ الإشارات بالعلو والهبوط تارةً تلو الأخرى، فالقيم العالية تمثل مناطق زيادة ضغط الهواء والقيم الدنيا تُمثّل مناطق منخفضة الضغط. حيث أنّ المناطق مرتفعة الضغط تمثل نقاطًا ذات كثافةٍ عاليةٍ من الجزيئات، أما المناطق الموجية المنخفضة تُمثل نقاطًا تحتوي كثافةً منخفضةً من الجزيئات.

## شدة الموجة الصوتية
هي كمية الطاقة التي تؤثر في سنتيمتر مربع واحد من الوسط أثناء مرور الموجة الصوتية، حيث أن وحدة الديسيبل هي الواحدة المستعملة للتعبير عن كمية طاقة الموجة. ونظرا للشدات الصوتية المتغيرة بشكل كبير والتي تستقبلها الأذن وتميزها، فإن هذه الشدات يعبر عنها بمصطلحات لوغاريتمية لقيمها الحقيقية.
عندما نقول أن شدة صوت ما هي كذا ديسبلات فهذا يعني أن هذا الرقم هو عشرة أضعاف لوغاريتم نسبة طاقة هذا الصوت إلى طاقة أخرى متفق عليها.
- الطاقة = (الضغط)2
- ديسبل = 10 X (الضغط)2
- ديسبل = 10 X الطاقة

مثال على ذلك: إن الفرق بين أقل شدة وأقوى شدة تتحملها أذن الإنسان هي (120) ديسبل. وهذه الكمية هي نسبة طاقة صوت الرعد القوي إلى طاقة صوت في العتبة الدنيا للسمع، ويمثل الديسبل الواحد زيادة حقيقية في قدرة الصوت تعادل 1، 26 مرة.
ولما كان الديسبل مقياس نسب، فلا بد من اعتماد معيار أو مستند للمقارنة به والنسبة إليه. فيمكن الاعتماد مثلا على العتبة الدنيا للسمع، ولكن هذا المعيار يختلف من شخص لآخر ويختلف كثيرا باختلاف تواترات الصوت.
لذلك وتلافيا لهذه الاعتبارات، اتفق المعنيون بهذا الأمر على اعتماد معيار اتفاقي هو الميكرو واط. ولما كان الواط هو مقياس لمعدل تدفق الطاقة لكل سنتيمتر مربع فالميكرو واط يقارب العتبة الدنيا للسمع السماح بسماع صوت تواتره (1000) ذبذبة في الثانية.